# Волствиново
Волствиново — село в Юрьев-Польском районе Владимирской области России, входит в состав Красносельского сельского поселения.

## География
Село расположено в 12 км на северо-запад от райцентра города Юрьев-Польский.

## История
Волствиново было дворцовым селом, в первый раз оно упоминается в духовной грамоте великого князя Василия Васильевича от 1462 года, в которой великий князь завещал Волствиново супруге своей, княгине Марье Ярославовне. Дворцовым село значится и в книгах патриаршего казенного приказа XVII столетия. В патриарших книгах казенного приказа под 1628 годом записана церковь Димитрия Солунского в дворцовом селе Волствинове… Зданием церковь до 30-х годов XIX столетия была деревянная. В 1830 году средствами прихожан построена каменная церковь с таковою же колокольнею. Престолов в ней два: в холодной – в честь Вознесения Господня и в теплом приделе – во имя святого великомученика Димитрия Солунского. В 1896 году приход состоял из одного села, в коем числится 67 дворов, душ мужского пола 202, женского — 196. В 1883 году была открыта церковно-приходская школа.
В конце XIX — начале XX века село входило в состав Симской волости Юрьевского уезда.
С 1929 года село входило в состав Добрынского сельсовета Юрьев-Польского района, с 1965 года — в составе Красносельского сельсовета.

## Население
| 1859 | 1905 | 2002 | 2010 | 2021 |
| ---- | ---- | ---- | ---- | ---- |
| 296  | ↗416 | ↘0   | ↗7   | ↘0   |

## Достопримечательности
В селе находится недействующая Церковь Вознесения Господня (1830).